# Cedric Alexander
Cederick Alexander Johnson, meglio conosciuto con il ringname Cedric Alexander (Charlotte, 16 agosto 1989), è un wrestler statunitense.
In WWE Alexander ha detenuto una volta il Cruiserweight Championship (con un regno durato 181 giorni), una volta il Raw Tag Team Championship (con Shelton Benjamin) e tre volte il 24/7 Championship. In passato Alexander ha militato anche nella Ring of Honor tra il 2011 e il 2016.

## Carriera

### Ring of Honor (2011–2016)

#### C&C Wrestle Factory (2011–2013)

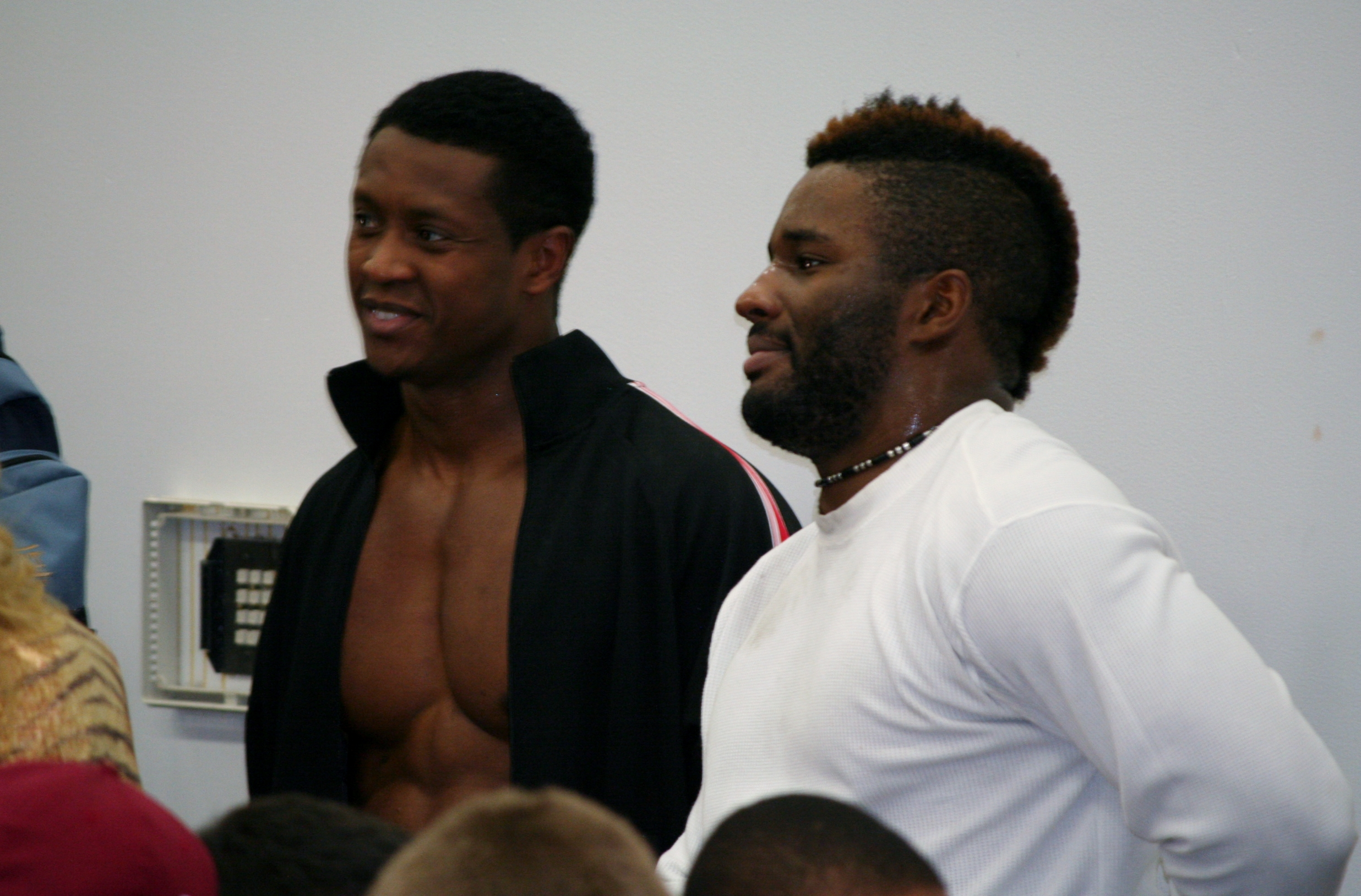
Caprice Coleman (a destra) e Cedric Alexander nel 2011

Nel corso del 2010, Alexander lottò in alcuni dark matches per la Ring of Honor e venne assunto regolarmente nel roster nel 2011, quando iniziò a lottare in coppia con Caprice Coleman. Si facevano chiamare i "C&C Wrestle Factory". Il 23 dicembre 2011, a Final Battle, i C&C parteciparono ad un Tag Team Gauntlet per determinare i primi sfidanti ai ROH World Tag Team Championship, ma vennero eliminati dai Bravado Brothers. Il 30 marzo, a Showdown in the Sun, persero contro Charlie Haas e Shelton Benjamin, mentre il giorno dopo, Cedric Alexander perse un incontro singolo con Tommaso Ciampa. A Final Battle 2012, sfidarono Tyler Black e Jimmy Jacobs per i titoli di coppia ROH in un triple treath che includeva anche i Briscoe Brothers, che vinsero incontro e cinture. A Supercard of Honor VII, il 5 aprile 2013, Coleman e Alexander fecero squadra con BJ Whitmer, Mark Briscoe e Mike Mondo perdendo contro Cliff Compton, Jimmy Jacobs, Jimmy Rave, Rhett Titus e Rhino. A Border Wars 2013, Coleman e Alexander interruppero la striscia negativa agli eventi importanti, quando ebbero la meglio contro ACH e TaDarius Thomas. A Live and Let Die, l'8 luglio, Alexander perse contro Davey Richards. A Best in the World, evento svoltosi il 22 giugno 2013, Alexander e Coleman fallirono ancora l'assalto ai titoli di coppia contro i Briscoe.

#### Competizione singola (2014–2016)
Il 25 gennaio 2014, Alexander vinse contro Andrew Everett, ma l'8 febbraio, perse contro Jimmy Jacobs. In questo periodo si separò da Caprice Coleman, intraprendendo una carriera da singolo, ma rimase piuttosto nell'anonimato, alternando vittorie e sconfitte in vari match di coppia o 3 vs. 3. Perse varie volte contro Roderick Strong, Michael Elgin e Kevin Steen. A Global Wars, il 10 maggio 2014, riuscì ad avere la meglio su Strong. Iniziò in questo periodo una rivalità con la stable "The Decade" nelle file della quale c'era anche Roderick Strong. Dopo il match di Global Wars, Alexander venne attaccato brutalmente da tutti i membri della stable. A Best in the World, Roderick Strong e Cedric Alexander si sfidarono in un Submission Match, dove ad avere la meglio fu Alexander. Il 9 agosto perse contro Michael Elgin un incontro valido per il ROH World Championship. Nel mese di settembre si concentrò invece sul ROH World Television Championship sostituendo Silas Young ed ACH che si erano laureati primi sfidanti, ma erano assenti dagli show per infortunio. Il match però fu vinto dal campione Jay Lethal.
Il 16 maggio 2015, a Global Wars, Alexander pose fine alla striscia di imbattibilità di Moose. A Best in the World 2015, si riunì a Caprice Coleman, ma ben presto si separarono nuovamente. Prima di lasciare la ROH per firmare con la WWE, Alexander ha fatto qualche apparizione da Heel.

### WWE (2016–2025)

#### Cruiserweight Classic (2016)
Alexander partecipò al torneo del Cruiserweight Classic indetto dalla WWE. Nei sedicesimi di finale del 23 giugno Alexander sconfisse Clement Petiot; tuttavia, negli ottavi di finale del 14 luglio, Alexander venne sconfitto ed eliminato da Kota Ibushi. Il torneo, alla fine, venne vinto da T.J. Perkins, il quale venne premiato con il Cruiserweight Championship.

#### Varie faide (2016–2018)
Nonostante la sconfitta negli ottavi di finale nel Cruiserweight Classic, Alexander fece il suo debutto nel roster di Raw il 19 settembre 2016, come membro della divisione dei pesi leggeri. Lo stesso giorno partecipò ad un Fatal 4-Way match che comprendeva anche The Brian Kendrick, Gran Metalik e Rich Swann per decretare il contendente n°1 al Cruiserweight Championship di TJ Perkins a Clash of Champions ma il match venne vinto da Kendrick. Il 30 ottobre, nel Kick-off di Hell in a Cell, Alexander, Lince Dorado e Sin Cara sconfissero Ariya Daivari, Drew Gulak e Tony Nese. Dopo aver chiuso una breve alleanza con Alicia Fox, nella puntata di 205 Live del 7 febbraio Cedric partecipò ad Fatal 5-Way Elimination match che comprendeva anche Jack Gallagher, Mustafa Ali, Noam Dar e TJ Perkins per determinare il contendente n°1 al Cruiserweight Championship di Neville a Fastlane ma, dopo aver eliminato Dar, venne eliminato da Perkins. Successivamente Cedric subì un infortunio al ginocchio che lo costrinse a rimanere fuori dalle scene. Dopo aver chiuso una breve faida con Noam Dar, nella puntata di 205 Live del 5 settembre Cedric partecipò ad un Fatal 5-Way Elimination match che comprendeva anche The Brian Kendrick, Enzo Amore, Gran Metalik e Tony Nese per determinare il contendente n°1 al Cruiserweight Championship di Neville ma, dopo aver eliminato tutti gli altri partecipanti, venne eliminato per ultimo da Amore, il quale si aggiudicò la contesa. Il 22 ottobre, a TLC: Tables, Ladders & Chairs, Alexander e Rich Swann sconfissero The Brian Kendrick e Gentleman Jack Gallagher. Nella puntata di Raw del 4 dicembre Alexander partecipò ad un Fatal 4-Way match che includeva anche Drew Gulak, Mustafa Ali e Tony Nese per determinare uno dei due sfidanti che si sarebbero affrontati per determinare il nuovo contendente n°1 al Cruiserweight Championship di Enzo Amore ma il match venne vinto da Gulak. Nella puntata di Raw dell'11 dicembre Alexander sconfisse Ariya Daivari, Mustafa Ali e Tony Nese in un Fatal 4-Way match per determinare uno dei due sfidanti che si sarebbero affrontati per determinare il nuovo contendente n°1 al Cruiserweight Championship di Enzo Amore (a seguito della sospensione di Rich Swann, colui che aveva vinto in precedenza tale Fatal Four Way match). Nella puntata di Raw del 18 dicembre Alexander sconfisse Drew Gulak, diventando così il contendente n°1 al Cruiserweight Championship di Enzo Amore. Nella puntata di Raw dell'8 gennaio Alexander affrontò Enzo Amore per il Cruiserweight Championship sconfiggendolo per count-out e senza dunque il cambio di titolo.

#### Cruiserweight Champion (2018–2019)
Nella puntata di 205 Live del 30 gennaio Alexander sconfisse Gran Metalik negli ottavi di finale di un torneo per la riassegnazione del Cruiserweight Championship (reso vacante a causa del licenziamento di Enzo Amore). Nella puntata di 205 Live del 27 febbraio Alexander sconfisse TJP nei quarti di finale del torneo, trionfando anche su Roderick Strong nella semifinale, svoltasi nella puntata di 205 Live del 13 marzo. L'8 aprile, nel Kick-off di WrestleMania 34, Alexander sconfisse Mustafa Ali nella finale del torneo, conquistando così il Cruiserweight Championship per la prima volta. Il 27 aprile, a Greatest Royal Rumble, Alexander mantennea la cintura dei pesi leggeri contro Kalisto. Nella puntata di 205 Live del 29 maggio Alexander difese il titolo contro Buddy Murphy. Nella puntata di 205 Live del 10 luglio Alexander conservò la cintura anche contro Hideo Itami. Il 19 agosto, nel Kick-off di SummerSlam, Alexander difese il titolo contro Drew Gulak. Nella puntata di 205 Live del 19 settembre Alexander sconfisse nuovamente Gulak nella rivincita titolata di SummerSlam. Il 6 ottobre, a Super Show-Down, Alexander perse la cintura contro Buddy Murphy dopo 181 giorni di regno. Il 16 dicembre, nel Kick-off di TLC: Tables, Ladders & Chairs, Alexander affrontò Murphy per il Cruiserweight Championship ma venne sconfitto. Nella puntata di 205 Live del 5 febbraio Alexander partecipò ad un Fatal 4-Way Elimination match che comprendeva anche Akira Tozawa, Humberto Carrillo e Lio Rush per determinare il contendente n°1 al Cruiserweight Championship di Buddy Murphy ma venne eliminato per ultimo da Tozawa. Nella puntata di 205 Live del 5 marzo Alexander sconfisse Akira Tozawa nei quarti di finale di un torneo per determinare lo sfidante di Buddy Murphy per il Cruiserweight Championship a WrestleMania 35. Nella puntata di 205 Live del 12 marzo Alexander sconfisse Oney Lorcan nelle semifinali del torneo, ma nella puntata di 205 Live del 19 marzo Alexander venne sconfitto da Tony Nese nella finale del torneo.

#### Opportunità titolate e alleanza con Ricochet (2019–2021)
Con lo Shake-up del 15 aprile 2019 Alexander passò al roster di Raw. Nella puntata di Raw del 22 aprile Cedric debuttò nello show venendo sconfitto da Cesaro. Nella puntata di Raw del 20 maggio Cedric apparve sul ring insieme ad altri wrestler per provare a conquistare il 24/7 Championship ma esso venne preso da Titus O'Neil. Nella puntata di Raw del 24 giugno Alexander conquistò il 24/7 Championship schienando R-Truth ma lo perse poco dopo contro EC3. Dopo aver perso una faida contro Drew McIntyre, nella puntata di Raw del 19 agosto Alexander sconfisse Sami Zayn negli ottavi di finale del torneo del King of the Ring. Nella puntata di Raw del 2 settembre Alexander venne sconfitto da Baron Corbin nei quarti di finale del King of the Ring. Il 15 settembre, nel Kick-off di Clash of Champions, Alexander affrontò AJ Styles per lo United States Championship ma venne pesantemente sconfitto. Nella puntata di Raw del 30 settembre Alexander affrontò nuovamente Styles per il titolo statunitense ma venne sconfitto. Il 31 ottobre, a Crown Jewel, Alexander partecipò ad una Battle Royal per determinare lo sfidante di AJ Styles per lo United States Championship più avanti nella serata ma venne eliminato da Erick Rowan. Nella puntata di Raw del 9 marzo Alexander affrontò Riddick Moss per il 24/7 Championship ma venne sconfitto. In seguito, Alexander iniziò a fare coppia con Ricochet, e nella puntata di Raw del 27 luglio i due parteciparono ad un Triple Threat Tag Team match che comprendeva anche Andrade e Angel Garza e i Viking Raiders per determinare i contendenti n°1 al Raw Tag Team Championship degli Street Profits ma il match venne vinto da Andrade e Garza. Nella puntata di Raw del 17 agosto Alexander schienò Shelton Benjamin conquistando il 24/7 Championship per la seconda volta; poco dopo, Alexander difese con successo il titolo contro Akira Tozawa, ma poco dopo lo perse contro lo stesso Benjamin venendo schienato fuori dal ring. Nella puntata di Raw del 24 agosto Alexander partecipò ad un Fatal 4-Way match per il 24/7 Championship che comprendeva anche il campione Shelton Benjamin, Akira Tozawa e R-Truth ma il match venne vinto da Tozawa.

#### The Hurt Business (2020–2021)
Nella puntata di Raw del 7 settembre Alexander effettuò un turn heel attaccando Apollo Crews e Ricochet durante un match contro l'Hurt Business (Bobby Lashley, MVP e Shelton Benjamin), unendosi di conseguenza a loro. Nella puntata di Raw del 16 novembre Alexander e Benjamin affrontarono poi il New Day (Kofi Kingston e Xavier Woods) per il Raw Tag Team Championship ma vennero sconfitti. Il 22 novembre, nel Kick-off di Survivor Series, Alexander partecipò ad un Battle Royal tra Raw e SmackDown ma venne eliminato da Ricochet. Nella puntata di Raw del 23 novembre Alexander e Benjamin affrontarono nuovamente il New Day per il Raw Tag Team Championship ma vennero sconfitti. Il 20 dicembre, a TLC: Tables, Ladders & Chairs, Alexander e Benjamin sconfissero il New Day conquistando il Raw Tag Team Championship per la prima volta. Nella puntata di Raw del 1º febbraio Alexander e Benjamin difesero le cinture contro i Lucha House Party (Gran Metalik e Lince Dorado). Nella puntata di Raw del 1º marzo Alexander e Benjamin mantennero i titoli di coppia contro Adam Pearce e Braun Strowman. Nella puntata di Raw del 15 marzo Alexander e Benjamin persero i titoli contro il New Day dopo 85 giorni di regno. Nella puntata di Raw del 29 marzo Alexander e Benjamin si ribellarono a Lashley, il quale li aveva accusati di non aver saputo sconfiggere Drew McIntyre la settimana precedente, e vennero entrambi attaccati, segnando la fine della stable. Nella puntata di SmackDown del 9 aprile Alexander partecipò all'André the Giant Memorial Battle Royal ma si eliminò per errore insieme al suo ex-compagno di stable Shelton Benjamin. Nella puntata di Raw del 10 maggio tornò alla competizione singola e affrontò Benjamin e venne sconfitto, ma in seguito riuscì a trionfare in altre due occasioni. In seguito, Alexander iniziò una breve faida con Jeff Hardy dove venne sconfitto per ben due volte. Nella puntata di Raw del 27 settembre Alexander e Benjamin si unirono nuovamente all'Hurt Business aiutando Bobby Lashley nel suo Steel Cage match per il WWE Championship contro il campione Big E ma senza che Lashley potesse vincere a causa di Kingston e Woods del New Day. Il 21 ottobre, nel Kick-off di Crown Jewel, Alexander e Benjamin vennero sconfitti dagli SmackDown Tag Team Champions, gli Usos, in un match non titolato. Il 21 novembre, a Survivor Series, Alexander prese parte ad una Battle Royal dedicata a The Rock, ma venne eliminato. La sera dopo, a Raw, Alexander sconfisse Reggie vincendo per la terza volta il 24/7 Championship, ma lo perse poco dopo venendo schienato da Dana Brooke. Nella puntata di Raw del 10 gennaio Alexander e Benjamin vennero ripudiati definitivamente da Bobby Lashley ed MVP, attaccando poi brutalmente il primo prima di venire respinti.

#### Ritorno alla competizione singola (2022–2025)
Nella puntata di SmackDown del 1º aprile prese parte all'annuale André the Giant Memorial Battle Royal ma venne eliminato da Apollo Crews. Dopo che Shelton Benjamin si infortunò, tentò di allearsi con MVP e il suo nuovo assistito Omos ma senza successo, così il 5 giugno, ad Hell in a Cell, Alexander intervenne per sfavorire i due contro Bobby Lashley nel loro 2-on-1 Handicap match, favorendo la vittoria di quest'ultimo e segnando il definitivo turn face di Alexander. Dopo sporadiche apparizioni di poca rilevanza, fece nuovamente coppia con Shelton Benjamin e il 9 gennaio, a Raw, i due parteciparono ad un Tag Team Turmoil match per determinare i contendenti n°1 al Raw Tag Team Championship degli Usos ma vennero eliminati dal Judgment Day (Damian Priest e Finn Bálor). Nella puntata di SmackDown del 31 marzo partecipò all'annuale André the Giant Memorial Battle Royal ma venne eliminato.
Il 1º maggio 2023, per effetto del Draft, divenne un free-agent. Nella puntata di Raw del 15 maggio partecipò ad una battle royal per determinare il nuovo sfidante di Gunther per l'Intercontinental Championship ma venne eliminato dai Viking Raiders. A seguito del licenziamento di Shelton Benjamin il 21 settembre, tornò dunque alla competizione singola e il 2 ottobre, a Raw, venne sconfitto da Bronson Reed. Venne poi assegnato per la prima volta al roster di SmackDown, dove debuttò affrontando Dragon Lee, prima il 27 ottobre e poi il 10 novembre, perdendo entrambi gli incontri.
Nella puntata di SmackDown del 9 febbraio venne mandato in onda un video in cui Alexander e Ashante "Thee" Adonis suggellarono la loro alleanza.
L'8 febbraio del 2025 è stato licenziato dalla WWE.

## Personaggio

### Mosse finali

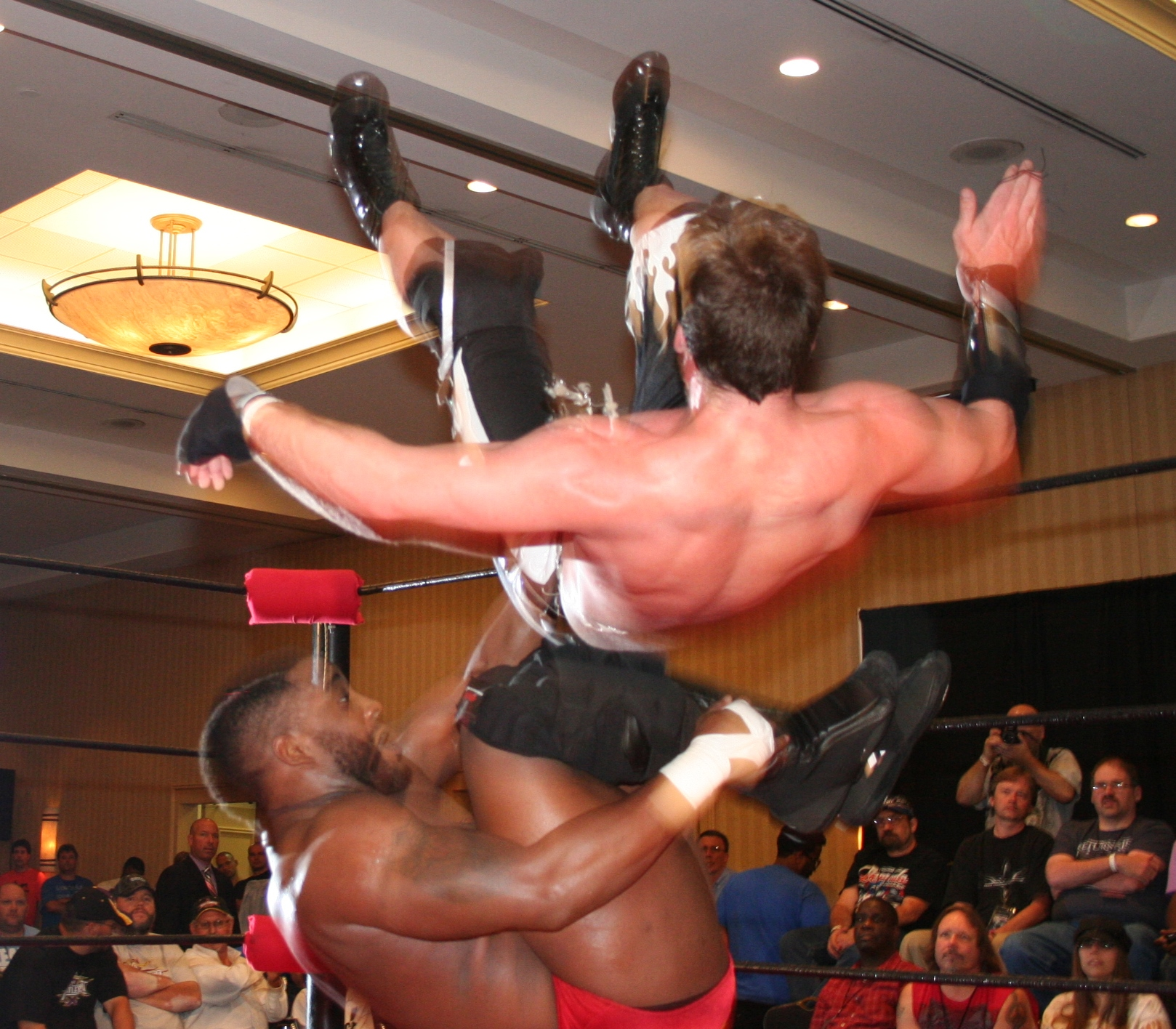
Alexander esegue il Lumbar Check su Chris Sabin

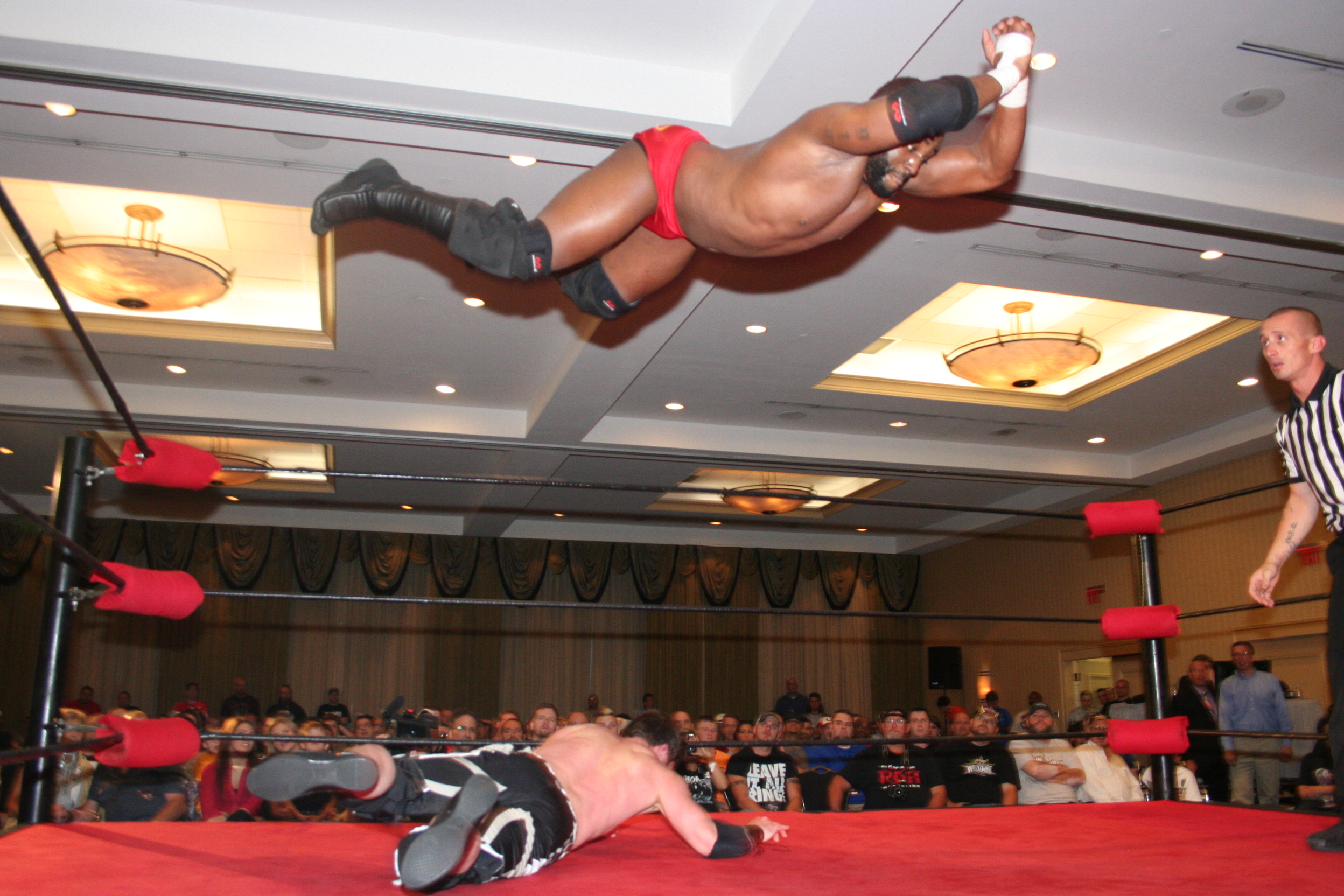
Alexander esegue la Overtime su Chris Sabin

- Kick to Kill (Fireman's carry dropped into an overhead kick) – 2010–2016; usata raramente in seguito
- Lumbar Check (Spinning back suplex in un Double knee backbreaker)
- Overtime (Frog Splash) – 2010–2016; usata raramente in seguito

### Soprannomi
- "Kick to Kill"
- "King of Queen City"
- "Lumbar Legacy"
- "Queen City's Favorite Son"

## Titoli e riconoscimenti
- America's Most Liked Wrestling
  - AML Prestige Championship (1)
  - AML Prestige Championship Tournament (2016)
- CWF Mid-Atlantic
  - CWF Mid-Atlantic Television Championship (1)
  - PWI Ultra J Championship (1)
- Exodus Wrestling Alliance
  - EWA Junior Heavyweight Championship (1)
- Premiere Wrestling Federation
  - PWF WORLD-1 Heavyweight Championship (1)
  - Match of the Year (2015) vs. Colby Corino
- Premiere Wrestling Xperience
  - PWX Heavyweight Championship (1)
  - PWX Innovative Television Championship (1)
- Pro Wrestling EVO
  - EVO Heavyweight Championship (1)
- Pro Wrestling Illustrated
  - 28º nella classifica dei 500 migliori wrestler singoli su PWI 500 (2018)
- WWE
  - WWE 24/7 Championship (3)
  - WWE Cruiserweight Championship (1)
  - WWE Raw Tag Team Championship (1) – con Shelton Benjamin
  - WWE Cruiserweight Championship Tournament (2018)
  - Slammy Award (1)
    - Male Trash Talker of the Year (edizione 2020) - come membro dell'Hurt Business
- WrestleForce
  - WrestleForce Championship (2)